# Megabalanus azoricus
Megabalanus azoricus is een zeepokkensoort uit de familie van de Balanidae. De wetenschappelijke naam van de soort is voor het eerst geldig gepubliceerd in 1916 door Pilsbry.